# José Luis Jiménez
José Luis Jiménez (7 ottobre 1968) è un ex calciatore venezuelano, di ruolo difensore.